# A sud di New York
A sud di New York è un film del 2010, scritto e diretto da Elena Bonelli.

## Trama
Jenny è una trentenne italiana emigrata a New York, con il sogno di diventare una cantante famosa. Il suo sogno si infrange ben presto, e ripiega su un lavoro da talent scout, che però non le permette di avere una vita agiata, anzi Jenny si trova ben presto piena di debiti e ricattata dal suo creditore.
Nel frattempo sopraggiunge la morte di un suo zio, che la fa ritornare in Italia, precisamente a Callalessa, dove però scopre che lo zio era sul lastrico. Ma la sfortuna si trasforma in fortuna, incontrando Carmelina, una giovane ragazza con grandi capacità canore. Questo incontro porterà l'evolversi della storia.